# Haushaltsgrundsätzegesetz
Das Haushaltsgrundsätzegesetz (HGrG) definiert Grundsätze für das Haushaltsrecht des Bundes und der Länder. Es beruht auf der Ermächtigung in Art. 109 Abs. 4 Grundgesetz: „Durch Bundesgesetz, das der Zustimmung des Bundesrates bedarf, können für Bund und Länder gemeinsam geltende Grundsätze für das Haushaltsrecht, für eine konjunkturgerechte Haushaltswirtschaft und für eine mehrjährige Finanzplanung aufgestellt werden.“
Bundeshaushaltsordnung (BHO) und Landeshaushaltsordnungen (LHO) übernehmen deshalb die Regelungen des HGrG, ergänzen und konkretisieren sie.
Mit Inkrafttreten des HGrG 1969 wurde das Haushaltsrecht von Bund und Ländern grundsätzlich neu gestaltet und vereinheitlicht. Neben anderen Änderungen wurde das HGrG durch das Haushaltsrechtsfortentwicklungsgesetz (Inkrafttreten 1. Januar 1998) weiterentwickelt. Es ermöglichte die Einführung der Budgetierung (§ 6a HGrG) und einer Kosten- und Leistungsrechnung (§ 6 Abs. 3 HGrG).
Mit dem Gesetz zur Modernisierung des Haushaltsgrundsätzegesetzes (Haushaltsgrundsätzemodernisierungsgesetz – HGrGMoG) vom 31. Juli 2009 wurde die Möglichkeit eröffnet, statt einer kameralen Haushaltswirtschaft die Doppik einzuführen. Die Novellierung soll ein Mindestmaß an Einheitlichkeit gewährleisten.